# Saint-Georges-de-Rex
Pour les articles homonymes, voir Saint-Georges, Saint Georges (homonymie) et Georges.
Saint-Georges-de-Rex est une commune du Centre-Ouest de la France située dans le département des Deux-Sèvres en région Nouvelle-Aquitaine.

## Géographie
Saint-Georges-de-Rex est une commune du sud-ouest des Deux-Sèvres, à 4 km de la Vendée et 5 km de la Charente-Maritime, elle se retrouve à 20 km du chef lieu du département, Niort, et environ 45 km de La Rochelle. Elle est à la limite des anciennes provinces du Poitou, de l'Aunis et de la Saintonge. Située à 40 km de l'Atlantique à vol d'oiseau, elle bénéficie d'un climat ensoleillé et doux, avec facilement des brumes qui se dissipent en cours de journée. Son altitude varie de 2 m à 37 m. Sa situation particulière fait qu'elle est en bord du Marais poitevin, et qu'en raison de coteaux favorables, jusqu'au xixe siècle elle était couverte de vignes. Les habitants des communes voisines y avaient souvent la leur. Avec la crise du phylloxera ces vignes ont en grande partie disparu, remplacées par des céréales.
Le marais de Saint-Georges-de-Rex est mieux conservé que celui du reste des Marais mouillés, par son relatif isolement. C'est pourquoi on y trouve encore entre autres un papillon en voie de disparition, le cuivré des marais.
Le sol de cette commune est donc divisée entre la partie haute, dont le soubassement est de pierres calcaires en strates, surplombant "le marais de Saint-Georges" au nord-est au sol noir, tourbeux, et une partie du "marais du Bourdet" au sud, drainé par la Courance et le Mignon. Ces terres très fertiles permirent la culture du haricot nommé "mogette" ou "mojhète", ainsi que d'autres légumes.

### Climat
Pour des articles plus généraux, voir Climat de la Nouvelle-Aquitaine et Climat des Deux-Sèvres.
Historiquement, la commune est exposée à un climat océanique limousin.  
En 2020, Météo-France publie une typologie des climats de la France métropolitaine dans laquelle la commune est exposée à un climat océanique et est dans la région climatique  Poitou-Charentes, caractérisée par un bon ensoleillement, particulièrement en été et des vents modérés.
Pour la période 1971-2000, la température annuelle moyenne est de 12,2 °C, avec une amplitude thermique annuelle de 14,5 °C. Le cumul annuel moyen de précipitations est de 789 mm, avec 12,2 jours de précipitations en janvier et 6,6 jours en juillet. Pour la période 1991-2020, la température moyenne annuelle observée sur la station météorologique la plus proche, située sur la commune de Prin-Deyrançon à 6 km à vol d'oiseau, est de 12,9 °C et le cumul annuel moyen de précipitations est de 837,0 mm,. Pour l'avenir, les paramètres climatiques de la commune estimés pour 2050 selon différents scénarios d’émission de gaz à effet de serre sont consultables sur un site dédié publié par Météo-France en novembre 2022.

## Urbanisme

### Typologie
Au 1er janvier 2024, Saint-Georges-de-Rex est catégorisée commune rurale à habitat dispersé, selon la nouvelle grille communale de densité à sept niveaux définie par l'Insee en 2022.
Elle est située hors unité urbaine. Par ailleurs la commune fait partie de l'aire d'attraction de Niort, dont elle est une commune de la couronne,. Cette aire, qui regroupe 91 communes, est catégorisée dans les aires de 50 000 à moins de 200 000 habitants,.

### Occupation des sols
L'occupation des sols de la commune, telle qu'elle ressort de la base de données européenne d’occupation biophysique des sols Corine Land Cover (CLC), est marquée par l'importance des territoires agricoles (94,8 % en 2018), une proportion identique à celle de 1990 (94,8 %). La répartition détaillée en 2018 est la suivante : 
terres arables (71,5 %), zones agricoles hétérogènes (19,6 %), prairies (3,6 %), zones urbanisées (2,9 %), forêts (2,3 %). L'évolution de l’occupation des sols de la commune et de ses infrastructures peut être observée sur les différentes représentations cartographiques du territoire : la carte de Cassini (XVIIIe siècle), la carte d'état-major (1820-1866) et les cartes ou photos aériennes de l'IGN pour la période actuelle (1950 à aujourd'hui).

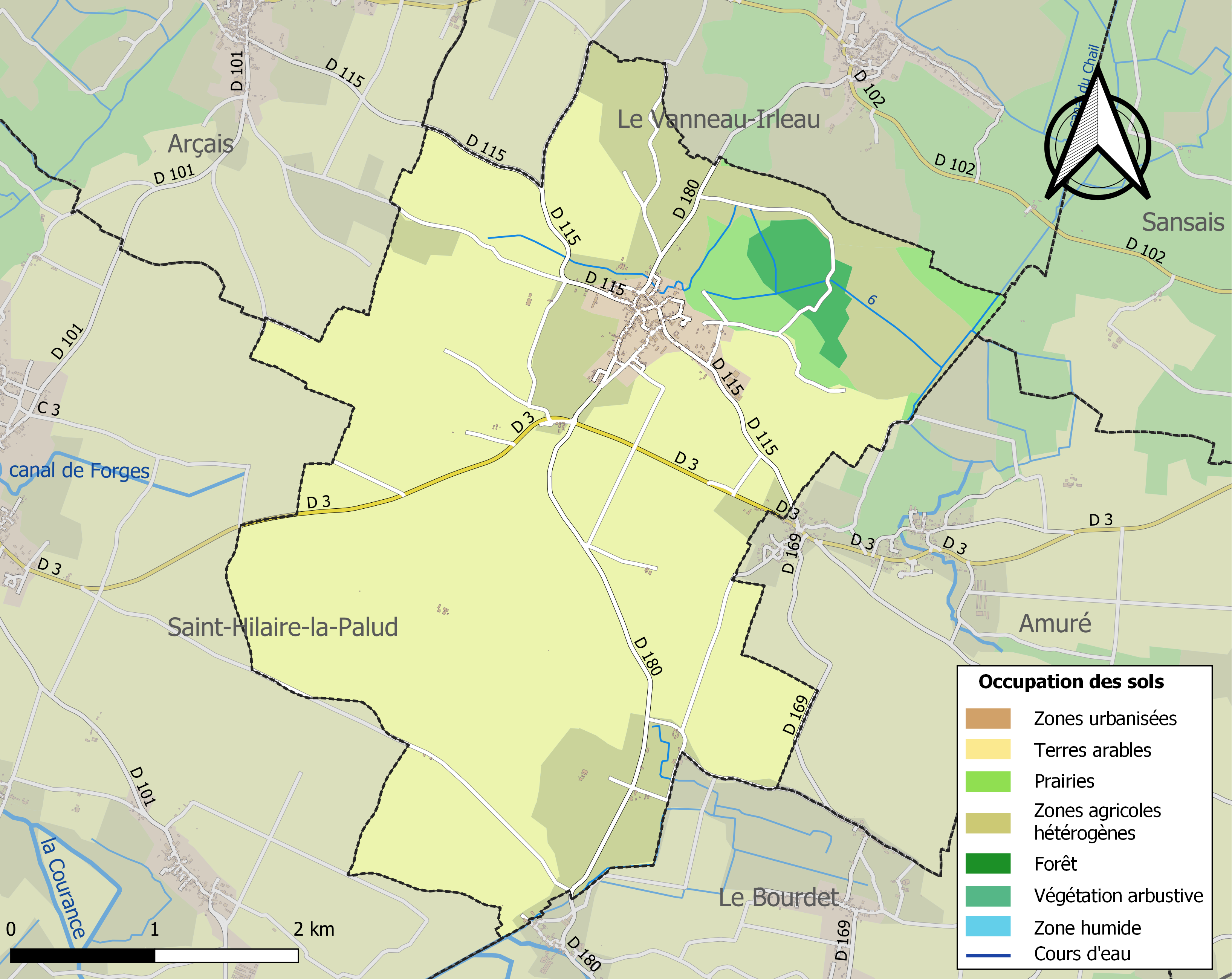
Carte des infrastructures et de l'occupation des sols de la commune en 2018 (CLC).

### Risques majeurs
Le territoire de la commune de Saint-Georges-de-Rex est vulnérable à différents aléas naturels : météorologiques (tempête, orage, neige, grand froid, canicule ou sécheresse), inondations, mouvements de terrains et séisme (sismicité modérée). Un site publié par le BRGM permet d'évaluer simplement et rapidement les risques d'un bien localisé soit par son adresse soit par le numéro de sa parcelle.
Certaines parties du territoire communal sont susceptibles d’être affectées par le risque d’inondation par débordement de cours d'eau. La commune a été reconnue en état de catastrophe naturelle au titre des dommages causés par les inondations et coulées de boue survenues en 1982, 1983, 1999 et 2010,.

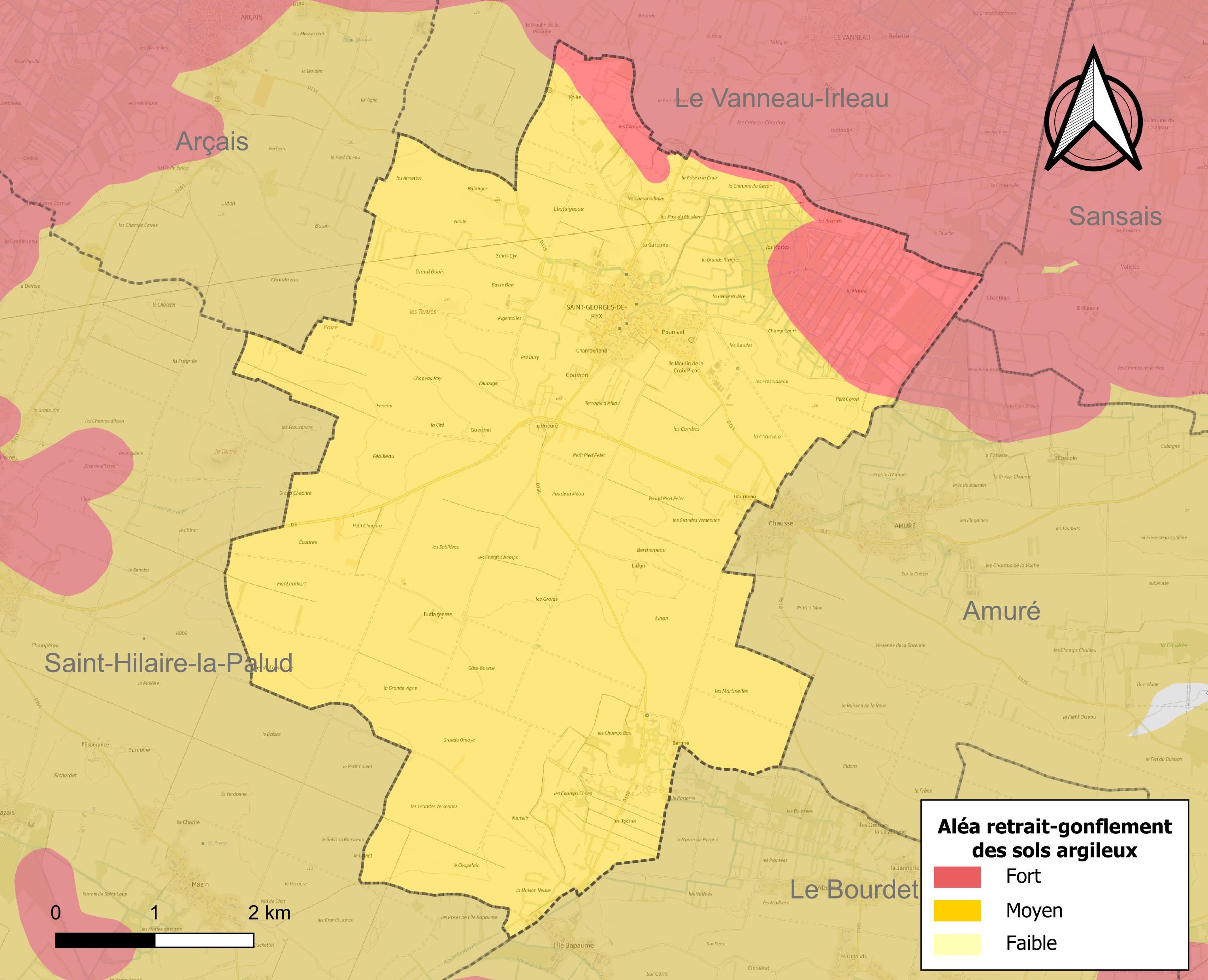
Carte des zones d'aléa retrait-gonflement des sols argileux de Saint-Georges-de-Rex.

Les mouvements de terrains susceptibles de se produire sur la commune sont des tassements différentiels. Le retrait-gonflement des sols argileux est susceptible d'engendrer des dommages importants aux bâtiments en cas d’alternance de périodes de sécheresse et de pluie. La totalité de la commune est en aléa moyen ou fort (54,9 % au niveau départemental et 48,5 % au niveau national). Depuis le 1er octobre 2020, en application de la loi ELAN, différentes contraintes s'imposent aux vendeurs, maîtres d'ouvrages ou constructeurs de biens situés dans une zone classée en aléa moyen ou fort,.
La commune a été reconnue en état de catastrophe naturelle au titre des dommages causés par la sécheresse en 2003 et par des mouvements de terrain en 1999 et 2010.

## Politique et administration

### Politique environnementale
Dans son palmarès 2024, le Conseil national de villes et villages fleuris de France a attribué une fleur à la commune.

## Démographie
À partir du XXIe siècle, les recensements réels des communes de moins de 10 000 habitants ont lieu tous les cinq ans. Pour Saint-Georges-de-Rex, cela correspond à 2006, 2011, 2016, etc. Les autres dates de « recensements » (2009, etc.) sont des estimations légales.
| 1793 | 1800 | 1806 | 1821 | 1831 | 1836 | 1841 | 1846 | 1851 |
| ---- | ---- | ---- | ---- | ---- | ---- | ---- | ---- | ---- |
| 478  | 450  | 472  | 504  | 523  | 556  | 541  | 553  | 539  |

| 1856 | 1861 | 1866 | 1872 | 1876 | 1881 | 1886 | 1891 | 1896 |
| ---- | ---- | ---- | ---- | ---- | ---- | ---- | ---- | ---- |
| 537  | 543  | 544  | 511  | 512  | 488  | 495  | 490  | 467  |

| 1901 | 1906 | 1911 | 1921 | 1926 | 1931 | 1936 | 1946 | 1954 |
| ---- | ---- | ---- | ---- | ---- | ---- | ---- | ---- | ---- |
| 466  | 474  | 488  | 423  | 433  | 403  | 376  | 365  | 352  |

| 1962 | 1968 | 1975 | 1982 | 1990 | 1999 | 2006 | 2011 | 2016 |
| ---- | ---- | ---- | ---- | ---- | ---- | ---- | ---- | ---- |
| 377  | 352  | 321  | 360  | 391  | 374  | 387  | 417  | 436  |

| 2021 | 2022 | - | - | - | - | - | - | - |
| ---- | ---- | - | - | - | - | - | - | - |
| 439  | 433  | - | - | - | - | - | - | - |

## Lieux et monuments
Il y a quatre lavoirs sur la commune de Saint-Georges-de-Rex:
- Lavoir du Richebert[25]
- Lavoir de la Grande Fontaine
- Lavoir de la Panification
- Lavoir du Révérant
- Le port communal[26]
- Marais mouillé avec ses canaux (Marais des Mottes, Marais de Bergné)
- Sentier de découverte et chemins de randonnée[27]
- Église Saint-Georges de Saint-Georges-de-Rex avec autel baroque XVIIe siècle
- Vestiges du Château avec douves (privé)[28]
- Vestiges du logis seigneurial et de la maison Renaissance de Lombarde (privés)
- Pigeonnier, restauré à l'époque des Grands Travaux de François Mitterrand, sous la direction de Ségolène Royal
- Prieuré Saint-Georges[29]
- Four à pain
- Cabanes de vignes

## À noter
- En 1980 sort dans les salles L'Entourloupe de Gérard Pirès adapté du roman de Francis Ryck Nos intentions sont pacifiques par entre autres Michel Audiard et Jean Herman, avec une musique de Django Reinhardt, ayant pour principaux  interprètes Jean-Pierre Marielle, Jacques Dutronc et Gérard Lanvin : ce film a été tourné en grande partie dans le Marais poitevin, dans les environs de Saint-Georges-de-Rex, voire sur le territoire de la commune. De nombreux habitants ont participé à ce tournage.